# Zbigniew Brzeziński

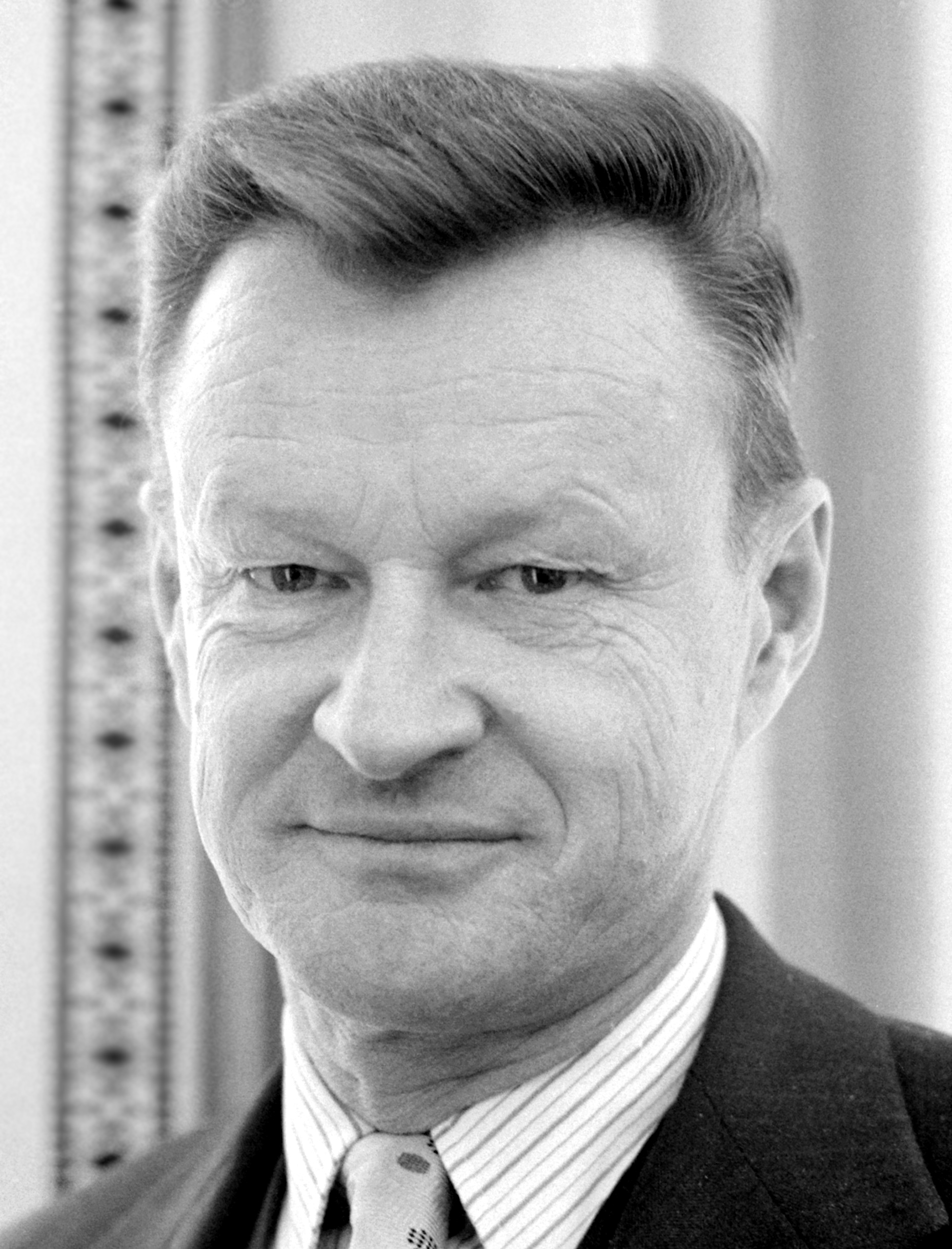
Zbignew Brzeziński (1977)

Zbigniew Kazimierz Brzeziński (anhörenⓘ) [ˈzbiɡɲɛf kaˈʑimjɛʐ bʐɛˈʑij̃skʲi] (* 28. März 1928 in Warschau; † 26. Mai 2017 in Falls Church, Virginia) war ein polnisch-US-amerikanischer Politikwissenschaftler und Politikberater.
Er war von 1966 bis 1968 Wahlkampf-Berater Lyndon B. Johnsons und von 1977 bis 1981 Sicherheitsberater von US-Präsident Jimmy Carter. Er war Professor für US-amerikanische Außenpolitik an der School of Advanced International Studies (SAIS) der Johns Hopkins University in Washington, D.C., Berater am „Zentrum für Strategische und Internationale Studien“ (CSIS) in Washington, D.C. und Autor renommierter politischer Analysen. Daneben betätigte er sich als Unternehmensberater für mehrere große US-amerikanische und internationale Firmen.
Brzeziński wird zur realistischen Schule der Internationalen Politik gerechnet und steht geopolitisch in der Tradition Halford Mackinders und Nicholas J. Spykmans. Persönlich stand Brzeziński eher den Demokraten nahe. Er wurde oft gegen seinen konservativen „Rivalen“ Henry Kissinger abgegrenzt, obwohl die Gemeinsamkeiten größer waren als die Unterschiede.

## Leben

### Herkunft und frühe Jahre
Brzeziński wurde 1928 in Warschau als Sohn des polnischen Diplomaten Tadeusz Brzeziński und dessen Frau Leonia Roman geboren. Seine Familie, die zum polnischen Adel gehörte, stammte aus Brzeżany in der heutigen Ukraine. Der Name der Stadt Brzeżany ist der Ursprung des Familiennamens.
Sein Vater Tadeusz Brzeziński war als Diplomat von 1931 bis 1935 in Deutschland tätig, danach von 1936 bis 1938 in der Sowjetunion, zur Zeit der Großen Säuberungen Josef Stalins. 1938 wurde er nach Kanada versetzt. Nachdem Polen in der Konferenz von Jalta am Ende des Zweiten Weltkrieges der sowjetischen Einflusssphäre zugesprochen worden war, konnte die Familie nicht sicher in ihre Heimat zurückkehren. Der Zweite Weltkrieg hatte eine nachdrückliche Wirkung auf Brzeziński, der in einem Interview feststellte, dass die außergewöhnliche Brutalität gegenüber den Polen seine Auffassung der Welt geprägt habe. Diese Erfahrung habe ihn für die Tatsache sensibilisiert, dass Weltpolitik zum großen Teil ein grundlegender Kampf sei.
Zbigniew Brzeziński verbrachte einen Teil seiner Kindheit in Lille (Frankreich), Leipzig und Charkiw in der Ukrainischen SSR, bevor er mit seiner Familie nach Montreal in Kanada zog.

### Wachsender Einfluss
Nach dem Besuch der Loyola High School in Montreal studierte er 1945 an der McGill University, um 1949 seinen Bachelor- und 1950 den Master-Abschluss in Politikwissenschaft zu erwerben. In seiner Master-Thesis untersuchte er die unterschiedlichen Ethnien und Nationalitäten innerhalb der Sowjetunion.
Brzezińskis Plan, in Großbritannien ein Studium zur Vorbereitung einer diplomatischen Karriere in Kanada aufzunehmen, war nicht zu verwirklichen. Dies lag auch daran, dass nur britische Staatsbürger stipendienberechtigt waren. Brzeziński studierte daraufhin an der Harvard University bei Merle Fainsod und promovierte 1953 über die Sowjetunion und die Zusammenhänge von Oktoberrevolution, Lenins Staatsmodell und der Politik Josef Stalins.
Im selben Jahr reiste er nach München und traf Jan Nowak-Jeziorański, den Leiter der polnischen Abteilung von Radio Free Europe.
Später arbeitete er auch mit Carl J. Friedrich zusammen, um ein Konzept von Totalitarismus zu entwickeln. Dies half ihm 1956, die sowjetische Politik genauer und wirkungsvoller darzustellen und zu kritisieren.
Als Harvard-Professor kritisierte er Dwight D. Eisenhowers und John Foster Dulles’ Politik des Rollback: Der Antagonismus werde Osteuropa stärker zur Sowjetunion drängen. Der Aufstand vom Dezember 1970 in Polen mit dem Polnischen Oktober und der Ungarische Volksaufstand im Jahre 1956 bestätigten Brzezińskis Vorstellung von einer graduellen Abschwächung der sowjetischen Vorherrschaft durch die Osteuropäer. 1957 besuchte er Polen zum ersten Mal seit seiner Kindheit. Der Besuch bestätigte sein Urteil über die tiefen Spaltungen innerhalb des Ostblocks. Er entwickelte hieraus sein Programm des „peaceful engagement“, worunter er einen friedlichen Wettbewerb um Einfluss in Osteuropa verstand, den er gegen das sowjetische Verständnis „friedlicher Koexistenz“ abgrenzte.
1958 wurde er US-amerikanischer Staatsbürger. Trotz jahrzehntelangen Aufenthalts in Kanada und der dortigen Anwesenheit von Familienmitgliedern wurde er niemals kanadischer Staatsbürger.
Als Brzeziński 1959 keinen Lehrstuhl in Harvard bekam, zog er nach New York City, um an der Columbia University zu lehren. Hier schrieb er sein Werk Soviet Bloc: Unity and Conflict, das Osteuropa seit Beginn des Kalten Krieges thematisierte. Er war auch Hochschullehrer der späteren US-Außenministerin Madeleine Albright, die wie seine Ehefrau tschechischer Abstammung ist. Er war auch Albrights Mentor während ihrer frühen Jahre in Washington. Er wurde Mitglied des Council on Foreign Relations in New York und nahm an der Bilderberg-Konferenz teil.
Während der Präsidentenwahl 1960 war Brzeziński Berater im Wahlkampfteam John F. Kennedys. Er drängte auf eine nicht-antagonistische Politik gegenüber osteuropäischen Regierungen. Angesichts der politischen und ökonomischen Stagnation sah er den folgenden Zerfall der Sowjetunion entlang ethnischer Bruchlinien zutreffend voraus, womit er den Ansatz seiner Master-Thesis weiter ausbaute.
Brzeziński unterstützte die Entspannungspolitik während der folgenden Jahre. Er publizierte seine Programmschrift Peaceful Engagement in Eastern Europe in Foreign Affairs und unterstützte eine nicht-antagonistische Politik nach der Kubakrise. Er begründete dies damit, dass diese Politik den osteuropäischen Ländern die Angst vor einem aggressiven Deutschland nehmen und außerdem Westeuropäer besänftigen könnte, die sich wegen möglicher Kompromisse der Supermächte im Sinne der Konferenz von Jalta Sorgen machten.

### Berater Lyndon B. Johnsons
1964 unterstützte Brzeziński Lyndon B. Johnsons „Great-Society“-Programm und die Gesetzesvorschläge der Bürgerrechtsbewegung, während er andererseits nach Chruschtschows erzwungenem Rücktritt den völligen Verlust an Kreativität auf Seiten der politischen Führung der Sowjetunion konstatierte. Durch Vermittlung von Jan Nowak-Jeziorański traf Brzeziński mit Adam Michnik zusammen, dem damaligen Kommunisten und zukünftigen Aktivisten der polnischen Gewerkschaftsbewegung.
Brzeziński unterstützte Verbindungen mit den osteuropäischen Regierungen, warnte dabei aber vor de Gaulles Vision eines „Europa vom Atlantik bis zum Ural“. Er befürwortete den Vietnamkrieg. 1966 bis 1968 diente Brzeziński als Mitglied des Planungsstabes des State Departments. Präsident Johnsons Rede zum Thema „Bridge Building“ vom 7. Oktober 1966 war das Ergebnis von Brzezińskis Einfluss.
Die Ereignisse in der Tschechoslowakei verstärkten Brzezińskis kritische Einstellung zur aggressiven Haltung der Republikaner gegenüber osteuropäischen Regierungen. Seine Dienste für die Regierung Lyndon B. Johnsons während des Vietnamkrieges machte ihn zum Feind der US-amerikanischen Neuen Linken, obwohl er die Deeskalation des US-amerikanischen Militäreinsatzes befürwortete.
1968 unterstützte Brzeziński als Vorsitzender der außenpolitischen Arbeitsgruppe Hubert H. Humphreys den Wahlkampf der Demokraten. Er riet Humphrey, mit einigen Punkten von Präsident Johnsons Programm zu brechen, insbesondere in der Vietnam-Frage, hinsichtlich des Nahen Ostens und der Beziehungen zur Sowjetunion.
Brzeziński forderte eine gesamteuropäische Konferenz. Diese Idee verwirklichte sich schließlich 1973 mit der KSZE. In der Zwischenzeit wurde er zum führenden Kritiker von Nixons und Kissingers Entspannungskonzept, ebenso wie von McGoverns Pazifismus.

### Gründung und Leitung der Trilateralen Kommission
Nach einem etwa halbjährigen Aufenthalt 1971 in Japan hatte Brzeziński die Idee, eine Kommission zu gründen, die den Dialog zwischen amerikanischen, europäischen und japanischen Eliten fördert. Im Frühjahr 1972 schlug er die Bildung der Kommission David Rockefeller vor. Er argumentierte, die Vereinigten Staaten, Europa und Japan würden in den Bereichen Postindustrielle Gesellschaft, Umwelt- und Sicherheitspolitik vor denselben Herausforderungen stehen, wären die einzigen Akteure, die signifikant zur Lösung beitragen könnten und würden daher auch eine besondere Verantwortung tragen. Rockefeller hatte schon seit einigen Jahren versucht, die Bilderberg-Gruppe davon zu überzeugen, auch japanische Teilnehmer einzuladen. Als dies während der Bilderberg-Konferenz im April 1972 abgelehnt wurde, führte dies zur Gründung der Trilateralen Kommission im Juli 1973. David Rockefeller übernahm die Finanzierung.
Brzeziński wurde der erste Direktor der Kommission und legte von 1973 bis 1975 ein Sabbatical von seiner Stelle an der Columbia University ein. Durch seine Arbeit in der Trilateralen Kommission lernte er auch Jimmy Carter kennen, der Brzeziński Analysen und Ratschläge zu schätzen lernte.

### Berater der Regierung Carter
Jimmy Carter bezeichnete sich selbst schon während der Wahlkampagne als „eifriger Student“ Brzezińskis und entwickelte später eine enge „symbiotische“ Beziehung zu ihm.
Brzeziński wurde im Wahlkampfteam Carters Ratgeber in außenpolitischen Fragen. Er war ein dezidierter Kritiker der Außenpolitik Nixons und Kissingers, die zu sehr auf Entspannungspolitik setzten, die der Sowjetunion genehm war. Er setzte stattdessen mehr auf die Strategic Arms Limitation Talks und betonte die Menschenrechte, das Völkerrecht und friedliche Maßnahmen in Osteuropa. Brzeziński wurde als Antwort der Demokraten auf den republikanisch orientierten Henry Kissinger betrachtet. Carter griff Ford in Debatten dadurch an, dass er die trilaterale Vision mit Fords Entspannungskonzept verglich. In den folgenden Jahren erwarb Brzeziński den Ruf eines „Hardliners“ bezüglich seiner Politik gegenüber der Sowjetunion.
Nach seinem Sieg im Jahre 1976 machte Carter Brzeziński zum offiziellen Sicherheitsberater. Im selben Jahr waren in Polen größere Arbeitskämpfe ausgebrochen, die die Grundlage für die polnische Gewerkschaftsbewegung Solidarność bildeten. Brzeziński begann mit der Betonung der Menschenrechte in der Schlussakte von Helsinki, die kurze Zeit später die Charta 77 der Tschechoslowakei inspirierte.
Brzeziński war an der Abfassung von Teilen der Regierungsansprache zum Amtsantritt Carters beteiligt, was seiner Absicht entsprach, den Dissidenten in der Sowjetunion eine positive Botschaft zu senden. Die Sowjetunion wie auch führende Politiker Westeuropas klagten, diese Art von Rhetorik widerspreche dem „Code der Entspannung“, den Nixon und Kissinger etabliert hatten.
Brzeziński wandte sich gegen Mitglieder der Demokratischen Partei, die seine Auffassung von Entspannung ablehnten, zu denen der Außenminister Cyrus Vance gehörte. Vance sprach sich für eine verminderte Betonung der Menschenrechte aus, um die Zustimmung der Sowjetunion zu den Strategic Arms Limitation Talks (SALT) zu gewinnen, während Brzeziński beides zur gleichen Zeit erreichen wollte. Brzeziński ordnete an, dass Radio Free Europe Leistung und Reichweite seines Programms erweitern solle, was eine provokante Umkehrung der Politik Nixons und Kissingers war. Helmut Schmidt lehnte Brzezińskis Pläne ab, er forderte sogar die Entfernung von Radio Free Europe von deutschem Boden.
Das State Department war von Brzezińskis Unterstützung für ostdeutsche Dissidenten beunruhigt und lehnte seinen Vorschlag ab, dass Carters erster Besuch jenseits des Atlantiks Polen gelten sollte. Carter und er besuchten Warschau, sie trafen mit Stefan Kardinal Wyszyński zusammen (gegen die Bedenken des US-Botschafters in Polen). Dabei erkannten sie die Römisch-katholische Kirche als legitime Opposition gegen die kommunistische Herrschaft in Polen an.
1978 waren Brzeziński und Vance immer uneiniger hinsichtlich der Richtung der Außenpolitik Carters. Vance wollte den Stil der Entspannungspolitik von Nixon und Kissinger weiterführen, wobei der Schwerpunkt auf der Abrüstung liegen sollte. Brzeziński glaubte, dass die Entspannungspolitik die Sowjetunion in Angola und im Nahen Osten ermuntert habe. Deshalb befürwortete er die Steigerung der militärischen Stärke und eine Betonung der Menschenrechte. Vance, das State Department und die Medien kritisierten Brzeziński öffentlich dafür, dass er den Kalten Krieg wieder aufleben lassen wolle.
Brzeziński riet Carter 1978, sich der Volksrepublik China zuzuwenden, und reiste nach Peking, um die Grundlage für die Normalisierung der Beziehungen zwischen den beiden Ländern zu legen. Dies führte zu einer Lockerung der Bindungen an den langjährigen antikommunistischen Alliierten, die Republik China auf Taiwan.
1979 war das Jahr zweier großer, strategisch bedeutsamer Ereignisse: die Entmachtung des befreundeten Schahs des Iran Mohammad Reza Pahlavi und die sowjetische Invasion in Afghanistan. Die Islamische Revolution löste die Krise der iranischen Geiselnahme aus, die während Carters restlicher Amtszeit andauerte. Brzeziński war ein entschiedener Befürworter der Unterstützung der fundamentalistischen Mudschahedin in Afghanistan ab 1979 und erwartete die sowjetische Invasion in Afghanistan. Er schuf mit der Unterstützung Saudi-Arabiens, Pakistans und der Volksrepublik China eine Strategie, um den Einfluss der Sowjetunion zu unterminieren. In dieser Atmosphäre der Unsicherheit führte er die USA zu einer neuen Aufrüstungsbemühung und der Entwicklung der schnellen Eingreiftruppen. Beide politischen Maßnahmen werden heute eher mit Ronald Reagan in Verbindung gebracht.
Brzeziński arbeitete unter der „lame-duck“-Präsidentschaft Carters, aber ermutigt durch die Tatsache, dass die polnische Gewerkschaft seinen Stil der Auseinandersetzung mit Osteuropa bestätigt hatte, nahm er einen kompromisslosen Standpunkt gegenüber einer kurz bevorzustehen scheinenden Invasion Polens ein. Er telefonierte um Mitternacht mit Papst Johannes Paul II., dessen Besuch in Polen 1979 der Entstehung der Gewerkschaftsbewegung vorangegangen war, und warnte ihn vor. Diese Haltung der USA war ein deutlicher Wandel im Vergleich zu den früheren Reaktionen auf die sowjetischen Unterdrückungsmaßnahmen in Ungarn 1956 und in der Tschechoslowakei 1968.
1981 zeichnete President Carter Brzeziński mit der Presidential Medal of Freedom aus.

### Tätigkeit während der Regierungen Reagan und Bush senior
Brzeziński war nach seiner Amtszeit besorgt wegen der inneren Spaltung der Demokratischen Partei. Seiner Meinung nach war der pazifistische („dovish“) Flügel um George McGovern dafür verantwortlich, dass die Demokraten dauerhaft zur Minorität würden.
Sein Verhältnis zur Regierung Ronald Reagans war gemischt. Einerseits unterstützte er sie als Alternative zum Pazifismus der Demokraten, andererseits kritisierte er sie wegen übertriebener Schwarzweißmalerei bei der Beurteilung außenpolitischer Themen.
Er blieb weiter beteiligt an den Vorgängen in Polen, kritisierte 1981 die Einführung des Kriegsrechts, vor allem aber die Schicksalsergebenheit Westeuropas im Namen der Stabilität. Brzeziński beriet 1987 US-Vizepräsident George Bush vor seiner Polenreise, die das Wiederaufleben der Gewerkschaftsbewegung unterstützte.
Während der Regierung Ronald Reagans war er 1985 Mitglied der Chemical Warfare-Kommission des Präsidenten. Von 1987 bis 1988 war er im Nationalen Sicherheitsrat des Verteidigungsministeriums in einer Kommission für „Integrierte Langzeitstrategie“ tätig. Von 1987 bis 1989 arbeitete er als Berater für das President’s Foreign Intelligence Advisory Board (PIAB) das „… den Präsidenten hinsichtlich Qualität und Korrektheit der Nachrichtengewinnung berät, hinsichtlich Analyse und Einschätzungen, Spionageabwehr und anderen nachrichtendienstlichen Tätigkeiten.“
1988 war Brzeziński stellvertretender Vorsitzender der National Security Advisory Task Force George Bushs und unterstützte Bushs Präsidentschaft, was einen Bruch mit den Demokraten bedeutete. Brzeziński publizierte im selben Jahr sein Werk „Die große Niederlage“ (The Grand Failure), in dem er den Fehlschlag von Michail Gorbatschows Reformen und das Auseinanderbrechen der Sowjetunion in den folgenden Jahrzehnten voraussagte. Er führte aus, dass es fünf Möglichkeiten für die zukünftige Entwicklung der Sowjetunion gebe: erfolgreiche Pluralisierung, anhaltende Krise, neue Stagnation, Staatsstreich durch KGB oder Militär oder den Zusammenbruch des kommunistischen Regimes. Er hielt den Zusammenbruch in dieser Phase der Entwicklung für weit unwahrscheinlicher als eine anhaltende Krise. Er prognostizierte, dass die Wahrscheinlichkeit, dass 2017 in der Sowjetunion weiterhin der Kommunismus existieren werde, nur bei etwas mehr als 50 % liege, und dass das Ende, wenn es käme, sehr wahrscheinlich turbulent ausfallen würde.
Schließlich kollabierte das System 1991 nach Moskaus scharfem Vorgehen gegen die Unabhängigkeitsbestrebungen Litauens, dem Krieg um Bergkarabach in den späten 1980er Jahren sowie dem vereinzelten Blutvergießen in anderen Republiken. Dieses Ergebnis war weniger gewaltsam zustande gekommen, als Brzeziński und andere Beobachter erwartet hatten.
1989 gelang es den Kommunisten nicht, ihre Unterstützung in Polen zu mobilisieren, woraufhin die Gewerkschaft die Wahlen mit überwältigender Mehrheit gewann. Im selben Jahr machte Brzeziński eine Rundreise durch Russland und besuchte die Gedenkstätte für das Massaker von Katyn. Damit bot sich ihm die Gelegenheit, die sowjetische Regierung zur Anerkennung der wahren Umstände des Massakers aufzufordern, wofür er in der Diplomatischen Akademie in Moskau stehenden Beifall erhielt. Zehn Tage nach seinem Besuch in Katyn fiel die Berliner Mauer und die von der Sowjetunion gestützten Regierungen in Osteuropa begannen zu wanken.
Strobe Talbott, einer von Brzezińskis langjährigen Kritikern, führte für das Time-Magazin ein Interview mit Brzeziński unter dem Titel Rechtfertigung eines Hardliners.
1990 warnte Brzeziński vor einer Euphorie wegen des Endes des Kalten Krieges. Er lehnte öffentlich den Einsatz im Zweiten Golfkrieg ab, weil die USA so das internationale Wohlwollen verspielten, das sie durch den Sieg über die Sowjetunion gewonnen hätten und starken Widerwillen in der gesamten arabischen Welt auslösen könnten. Er führte diese Sicht der Dinge in seinem Werk Außer Kontrolle (1992) weiter aus.

### Positionen und Debatten während der Präsidentschaften Clinton, Bush jun. und Obama

#### Amtszeit von Clinton 1993–2001 – Balkankriege und Russland
Besonders kritisch sah Brzeziński das Zögern der Regierung Bill Clintons, gegen die serbische Armee im Bosnischen Krieg zu intervenieren. Er sprach sich auch gegen den ersten Tschetschenienkrieg Russlands aus und bildete das American Committee for Peace in Chechnya. Beunruhigt über ein mögliches Wiedererstarken Russlands, sah er den Amtsantritt Wladimir Putins nach Boris Jelzin mit Misstrauen. Aus diesem Grund wurde er einer der stärksten Befürworter der Erweiterung der NATO.
Er trat auch für die Bombardierung Serbiens 1999 während des Kosovokrieges ein.
Brzeziński wurde (deshalb) in einem Porträt im Jahr 2000 ein konsequenter Unilateralismus zugeschrieben. Hinsichtlich dieses Unilateralismus wird Brzeziński mit folgenden Theoretikern verglichen: Francis Fukuyama, Robert Kagan, William Kristol, Richard Perle, Charles Krauthammer, Edward Luttwak, Samuel P. Huntington und Paul Wolfowitz.

#### Amtszeit von Bush jun. 2001–2009 – Krieg gegen den Terror und Iran
Nach dem 11. September 2001 wurde Brzeziński massiv kritisiert, da die von ihm vorangetriebene Unterstützung der fundamentalistischen Mudschahedin in Afghanistan ab 1979 als eine der Ursachen für die Entwicklung des islamistischen Terrorismus gesehen wurde.
Brzeziński war ein prominenter Gegner des Kriegs gegen den Terror von George W. Bush. 2004 schrieb er sein Werk „Die Wahl“ (The Choice), die das Thema von The Grand Chessboard erweiterte, aber Bushs Außenpolitik scharf kritisierte. Er verteidigte das Buch The Israel Lobby and U.S. Foreign Policy der Politikwissenschaftler John J. Mearsheimer und Stephen M. Walt (2006) und war ein prononcierter Kritiker der Invasion des Irak des Jahres 2003.
Seit 2006 trat Brzeziński als Kritiker der US-Politik gegenüber dem Atomprogramm des Iran und im Irakkrieg hervor. Brzeziński war der Meinung, dass die Strategie der USA gescheitert sei. Anfang 2007 warnte er davor, die USA würden einen Vorwand suchen, um gegen den Iran einen Krieg zu initiieren.

#### Präsidentschaftswahlkampf 2007–2008
Im August 2007 sagte Brzeziński in einem Fernsehinterview, dass er die Kandidatur des damals relativ jungen und als außenpolitisch unerfahren geltenden Barack Obama befürworten würde. Er stellte fest, Obama erkenne, „dass Amerikas Rolle in der Welt ein neues Gesicht, eine neue Richtung und eine neue Definition braucht“ – und bemerkte: „Was mir an Obama gefällt, ist, dass er versteht, dass wir in einer völlig anderen Welt leben, in der wir Beziehungen zu ganz verschiedenen Kulturen und Völkern haben müssen“. Dabei verteidigte er auch Obamas Position, dass die USA ebenfalls mit geostrategischen Gegenspielern wie Iran und Syrien reden müssten. Es wurde allgemein für Obamas Kampagne als Vorteil angesehen, dass er gerade bei Fragen der Außenpolitik – seiner vermeintlichen Schwachstelle – Rückendeckung von einem der bekanntesten und einflussreichsten Außenpolitikexperten bekam.
Im September 2007 noch während des Vorwahlkampfes traten Brzeziński und Obama – beide entschiedene Gegner des Irakkrieges – auf einer Veranstaltung über den Irakkrieg in Iowa auf. Dabei stellte Brzeziński Obama vor und dieser bedankte sich, indem er Brzezińskis Beitrag zum israelisch-ägyptischen Friedensvertrag von 1978 lobte und ihn als „einen unserer bedeutendsten Denker“ bezeichnete. Einige israelfreundliche Kommentatoren stellten zu dieser Zeit Brzezińskis Kritik an der israelischen Lobby in den USA in Frage. Als Obama ein halbes Jahr später zu seiner Beziehung zu Brzeziński gefragt wurde, sagte er, dass dieser keiner seiner entscheidenden Ideengeber sei, dass er in verschiedenen Dingen anderer Meinung sei und dass er nur „einmal mit ihm gegessen und vielleicht dreimal Mails gewechselt“ habe, wobei er die Irakkriegs-Veranstaltung in Iowa nannte.

#### Obamas erste Amtszeit 2009–2013 – Außenpolitische Kooperationen und Libyen
In einem Interview im September 2009 mit The Daily Beast antwortete Brzeziński auf die Frage, wie nachdrücklich Obama darauf bestehen sollte, dass Israel keinen Luftangriff auf den Iran unternehmen solle: „Wir sind eigentlich keine machtlosen kleinen Babys. Sie müssen über unseren Luftraum im Irak fliegen. Werden wir nur dasitzen und zuschauen?“ Dies wurde von einigen Unterstützern Israels als Befürwortung des Abschusses israelischer Flugzeuge durch die USA interpretiert, um einen Angriff auf den Iran zu verhindern. Brzeziński trieb die Entwicklung politischer Beziehungen zwischen den USA und der Volksrepublik China voran und befürwortete eine neue Übereinkunft zur Rüstungskontrolle mit Russland. Außerdem teilte er die Ansicht des Präsidenten, dass die Vereinigten Staaten anstelle von Alleingängen diplomatisch eine Politik der internationalen Kooperation betreiben sollten. 2011 unterstützte Brzeziński die Militärintervention in Libyen, wobei er die Nichtintervention als „moralisch zweifelhaft“ und „politisch fragwürdig“ bezeichnete. Brzeziński äußerte auch des Öfteren öffentlich Kritik an Obama zu verschiedenen Themen. So kritisierte er u. a. die zu sanfte Politik gegenüber Israel und eine fehlende außenpolitische Strategie.

#### Obamas zweite Amtszeit 2013–2017 – Syrien und die Ukraine-Krise

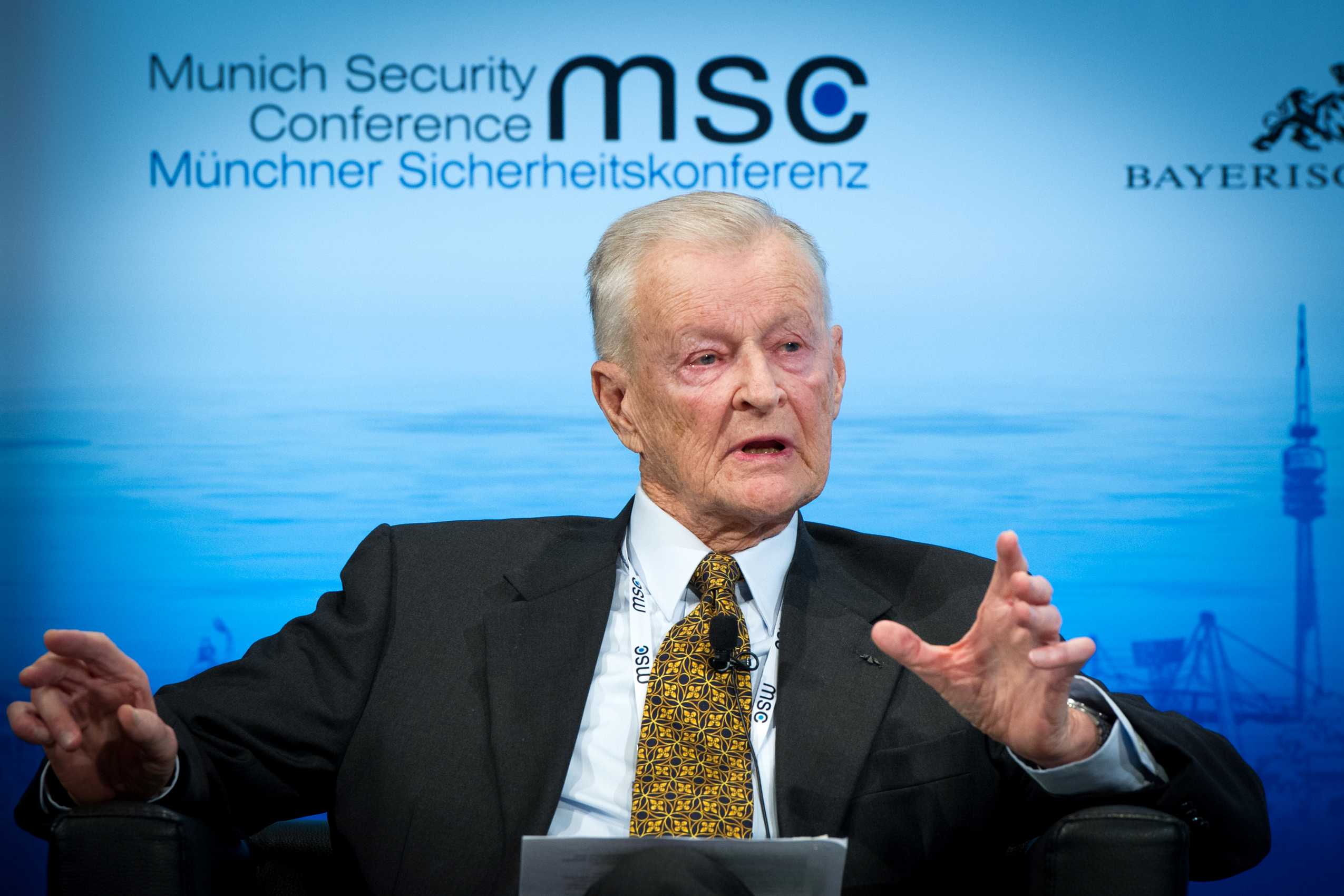
Zbigniew Brzeziński (2014)

In einem Interview mit der Zeitschrift The National Interest vom 24. Juni 2013 kritisierte Brzeziński die Syrien-Politik Obamas hart: „Ende 2011 brachen die Unruhen in Syrien aus; das war eine Folge der Dürre; zwei despotische Regierungen im Nahen Osten schürten diese Unruhen an, nämlich Saudi-Arabien und Katar. US-Präsident Obama unterstützte daraufhin die Unruhen und kündigte plötzlich an, dass Assad gehen müsse; dafür habe Obama offensichtlich keine Vorbereitungen getroffen. […] War das eine strategische Politik? Warum wurde plötzlich entschieden, Syrien zu destabilisieren und letztlich die Regierung dort zu stürzen? Wurde die US-amerikanische Bevölkerung darüber aufgeklärt?“ Er kritisierte insbesondere den Einsatz der CIA und ihren ehemaligen Direktor David Petraeus.
Brzeziński betonte in seinen Interviews, „ohne die Ukraine könne Russland nie wieder Supermacht werden. Erst in diesem Kontext wird der erbitterte politische Kampf Russlands um die Ukraine verständlich.“
Am 3. März 2014, zwischen der Absetzung Wiktor Janukowytschs und dem Krim-Referendum, verfasste Brzeziński einen Gastkommentar für die Washington Post: „Was ist zu tun? Putins Aggression in der Ukraine braucht eine Antwort“. Er verglich Putins „gangsterhafte Taktik“ und „kaum getarnte Invasion“ der Krim mit Adolf Hitlers Besetzung des Sudetenlands 1938 und charakterisierte Putin als einen Cartoon-Mussolini, er hielt aber kurz davor zurück, einen Kriegseintritt der USA zu empfehlen. Stattdessen empfahl er, die NATO solle in Hochalarm versetzt werden und „Kalkulationsfehler verhüten“. Er sprach sich neben der Lieferung von Verteidigungswaffen an die Ukraine für ein Entgegenkommen an Russland aus. Eine Dezentralisierung, keine offene Tür zu einem NATO-Beitritt, aber eine entfernte europäische Perspektive ähnlich einer Finnlandisierung sollten russischen Interessen Rechnung tragen.
Er nannte die folgende Intervention Russlands in der Ostukraine ebenfalls „kaum verschleiert“.

### Tittytainment
Von ihm soll auch der Begriff des „Tittytainment“ stammen, der besagt, dass in Zukunft ein (dann arbeitsloser) Anteil von 80 % der Weltbevölkerung durch eine moderne Form von Brot und Spielen bei Laune gehalten werden müsse.

### Persönliches
Brzeziński war mit der tschechisch-amerikanischen Bildhauerin Emilie Benes verheiratet, einer Großnichte des ehemaligen tschechoslowakischen Staatspräsidenten Edvard Beneš, sie haben drei Kinder. Mika Brzezinski ist Moderatorin beim US-amerikanischen Nachrichtensender MSNBC. Mark Brzeziński ist Diplomat und ehemaliger Botschafter der Vereinigten Staaten in Polen. Ian Brzeziński ist Experte für Außenpolitik und Militärfragen und Leiter der Brzeziński Group, LLC in Alexandria, Virginia, eines Beratungsunternehmens für internationale Kunden im Finanz-, Energie- und Verteidigungssektor. Der Schriftsteller Matthew Brzeziński ist ein Neffe Brzezińskis.

## Brzezińskis Beteiligung an der „Operation Cyclone“: die „Russland-Falle“
Brzezińskis Politik hatte das Ziel, die radikalen islamistischen und antikommunistischen Kräfte Afghanistans, also gerade auch die fundamentalistischen Mudschahedin, zu stärken, um die säkulare, kommunistisch ausgerichtete Regierung zu stürzen. Dies war Teil der Operation Cyclone.
1998 gab Brzeziński dem Journalisten Vincent Jauvert vom französischen Nachrichtenmagazin Le Nouvel Observateur ein Interview, in dem er erklärte, dass die Unterstützung des afghanischen Widerstands gegen die kommunistische von der Sowjetunion gestützte Regierung schon am 3. Juli 1979 – also rund ein halbes Jahr vor der sowjetischen Intervention Ende Dezember 1979 – von US-Präsident Jimmy Carter genehmigt worden sei. Diese Tatsache war zu diesem Zeitpunkt durch eine Buchveröffentlichung des früheren CIA-Direktors Robert Gates schon bekannt. Zusätzlich wurde Brzeziński in dem Interview zitiert, dass er Carter am selben Tag eine Nachricht zukommen ließ, in der er erklärte, diese Unterstützung würde seiner Meinung nach eine sowjetische Intervention auslösen und dass die Sowjetunion von den Vereinigten Staaten in die „afghanische Falle“ gelockt worden sei. Von dem Interview wurden nur Teile veröffentlicht, nach Angaben Brzezińskis in einer verzerrten Version, die er selbst entgegen der Vereinbarung nie autorisiert hätte. Jauvert gab an, das Interview korrekt wiedergegeben zu haben, bestätigte aber, dass das Zitat in Anführungszeichen im Titel des Interviews von der Redaktion und nicht von Brzeziński stammt. Brzeziński bestritt, an diesem Tag im Juli 1979 eine Nachricht an Carter dieses Inhalts geschickt zu haben, und in den Archiven ist bisher auch kein derartiges Dokument aufgetaucht. Existierendes Archivmaterial belegt nicht die These, dass die Provokation einer sowjetischen Intervention Brzezińskis Ziel gewesen sei.

## Politikwissenschaftliche Werke

### Totalitäre Diktatur und Autokratie 1956
In der Untersuchung „Totalitarian Dictatorship and Autocracy“ entwickelte Brzeziński 1956 zusammen mit Carl Joachim Friedrich ein für die Politikwissenschaft noch heute wichtiges Modell des Totalitarismus: Totalitäre Regime seien etwas grundsätzlich Neues und Gleichartiges. Ziel sei die totale Kontrolle, die durch eine alle wichtigen Lebensbereiche umfassende Ideologie gekennzeichnet sei und eine neue Gesellschaft erschaffen wolle. Eine einzige hierarchisch organisierte Partei besitze die gesamte politische Macht und werde von einem Diktator angeführt. Nur ein kleiner Teil der Bevölkerung sei politisch aktiv und hänge der Ideologie wirklich an. Ein Terrorsystem kontrolliere Bevölkerung und Partei. Eine Geheimpolizei bekämpfe tatsächliche und potentielle Feinde. Die Massenkommunikation sei monopolisiert. Die Wirtschaft werde bürokratisch kontrolliert und gelenkt.

### Zwischen zwei Zeitaltern, Amerikas Rolle in der technetronischen Ära 1970
„Between two ages: America’s Role in the Technetronic Era“ (1970) war eine der frühesten Darstellungen des Wandels in Kommunikations- und Computertechnik, der später mit dem Begriff Globalisierung verbunden wurde.
These seines Buches ist nach Aussage Brzezińskis, dass die USA sich in ein neues postindustrielles Zeitalter katapultierte, während die Sowjetunion mitten in der Industrialisierung steckenblieb. Den Grund für dieses Zurückbleiben der Sowjetunion sah er in der Unfähigkeit zur gesellschaftlichen Erneuerung aufgrund der kommunistischen Doktrin. Als Folge erwartete er eine weitreichende politische Instabilität im ganzen sowjetischen und osteuropäischen Raum.
Brzeziński sagte im Bereich der Kommunikationstechnik einen Wettlauf zwischen den Supermächten voraus. Das System der Sowjetunion sei aber ökonomisch wie politisch zu schwach, um sich an die neue technologische Entwicklung der Welt anzupassen und werde folglich untergehen. Das „technetronische System“, das in den USA zur Vollendung geführt werde, schätzt er als weltbeherrschend ein. Dabei sieht Brzeziński menschheitsgefährdende Entwicklungen und eine Bedrohung der Demokratie durch das Entstehen einer überwachten und von einer Elite gesteuerten Gesellschaft voraus. Die Menschenmassen würden organisiert und ihre Gedanken, Gefühle und Entscheidungen kommunikationstechnisch und medial manipuliert. Wichtig ist für Brzeziński auch die Verwandlung entpersönlichter ökonomischer in politische Macht und die damit verbundene Gefährdung des Individuums:

“The tendency toward depersonalization (of) economic power is stimulated in the next stage by the appearance of a highly complex interdependence between governmental institutions (including the military), scientific establishments, and industrial organizations. As economic power becomes inseparably linked with political power, it becomes more invisible and the sense of individual futility increases.”

„Im nächsten Stadium wird der Trend zur Entpersonifizierung wirtschaftlicher Macht durch das Entstehen einer hochkomplexen Abhängigkeit zwischen staatlichen Institutionen (einschließlich Militär), wissenschaftlichen Einrichtungen und Wirtschaftsunternehmen gefördert. Da sie unlösbar mit politischer Macht verbunden sein wird, wird wirtschaftliche Macht unsichtbarer und das Gefühl individueller Nichtigkeit nimmt zu.“

Brzeziński sieht Manipulationstechniken auch auf dem Gebiet der Biologie und Chemie voraus:

“Man is increasingly acquiring the capacity to determine the sex of his children, to affect
through drugs the extent of their intelligence, and to modify and control their personalities. Speaking of a future at most only decades away, an experimenter in intelligence control asserted, ‘I foresee the time when we shall have the means and therefore, inevitably, the temptation to manipulate the behaviour and intellectual functioning of all the people through environmental and biochemical manipulation of the brain.’”

„Der Mensch erwirbt zunehmend die Fähigkeit, das Geschlecht seiner Kinder festzulegen, deren Intelligenzquotienten medikamentös zu beeinflussen sowie deren Persönlichkeit zu verändern und zu steuern. Ein in der Intelligenzsteuerung tätiger Versuchsleiter versicherte mit Blick auf eine höchstens Jahrzehnte entfernte Zukunft: ‘Ich sehe eine Zeit voraus, in der wir die Mittel dazu haben und damit zwangsläufig der Versuchung ausgesetzt sind, Verhalten und intellektuelles Funktionieren aller Menschen mittels Manipulation von Milieu und Biochemie des Gehirns zu steuern.’“

### Das gescheiterte Experiment: der Untergang des kommunistischen Systems 1989
The Grand Failure (1989) will einen umfassenden Überblick über alle Formen des Kommunismus bieten, konzentriert sich aber auf die Gorbatschow-Ära. Brzeziński sagt voraus, dass Gorbatschows Politik der wirtschaftlichen Dezentralisierung zur Lockerung der sozialen Kontrolle und schließlich zum politischen Pluralismus führen werde. Der Leninismus werde aufgegeben. Die erfolgreiche Pluralisierung der Sowjetunion erscheint Brzeziński aber weniger wahrscheinlich als langwierige innenpolitische Krisen, eine Rückkehr zur Breschnew-Stagnation, ein Putsch von Militär oder KGB oder die Zersplitterung der Sowjetunion entlang nationalistischer Linien.

### Die einzige Weltmacht 1997
In seinem Buch Die einzige Weltmacht (1997) begründete Brzeziński die geopolitische Strategie, die die USA als – nach dem Zerfall der Sowjetunion – erste, einzige und letzte Weltmacht seiner Meinung nach einschlagen sollten: den eurasischen Kontinent unter ihrer Kontrolle zu halten und rivalisierende Bestrebungen zu verhindern, die die Machtstellung der USA gefährden könnten:

„Inwieweit die USA ihre globale Vormachtstellung geltend machen können, hängt aber davon ab, wie ein weltweit engagiertes Amerika mit den komplexen Machtverhältnissen auf dem eurasischen Kontinent fertig wird – und ob es dort das Aufkommen einer dominierenden, gegnerischen Macht verhindern kann. […] US-amerikanische Politik sollte letzten Endes von der Vision einer besseren Welt getragen sein: der Vision, im Einklang mit langfristigen Trends sowie den fundamentalen Interessen der Menschheit eine auf wirksame Zusammenarbeit beruhende Weltgemeinschaft zu gestalten. Aber bis es soweit ist, lautet das Gebot, keinen eurasischen Herausforderer aufkommen zu lassen, der den eurasischen Kontinent unter seine Herrschaft bringen und damit auch für Amerika eine Bedrohung darstellen könnte. Ziel dieses Buches ist es deshalb, im Hinblick auf Eurasien eine umfassende und in sich geschlossene Geostrategie zu entwerfen.“

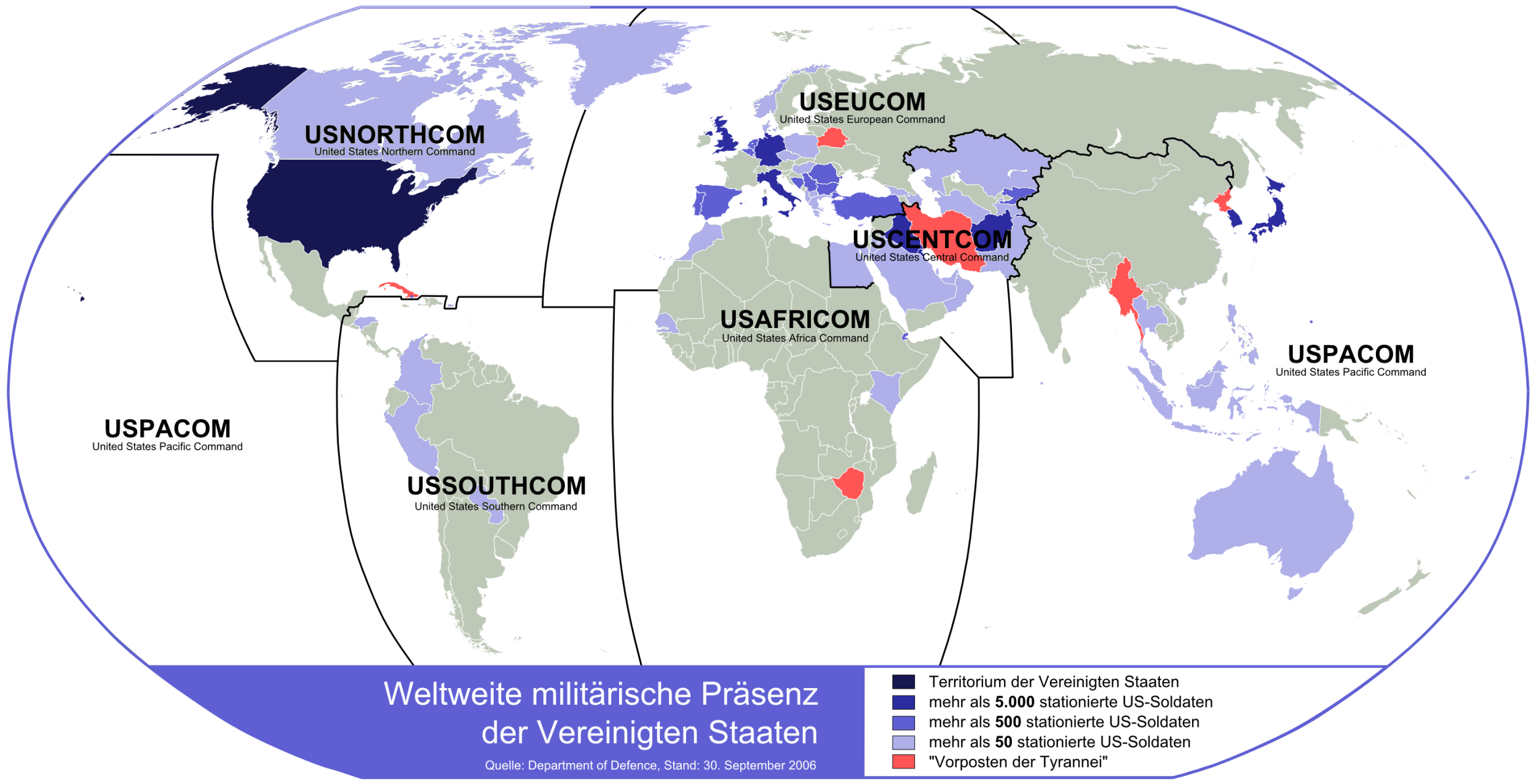
Die weltweite militärische Präsenz der Vereinigten Staaten stellte 2006 einen Faktor für ihren Status als Supermacht dar.

Brzeziński sah den Status der USA nicht als erstrebenswertes Ziel, sondern als Faktum. Er nannte die Militärpräsenz der USA in vielen Ländern, ihr wirtschaftliches Potential, ihren technologischen Vorsprung und schrieb, es gebe eine weltweite Affinität zur amerikanischen Kultur. Diesen Vorsprung gelte es – allerdings nicht als Selbstzweck – zu wahren, um die globale Stabilität zu erhalten. Das Ziel sollte sein, mögliche Konkurrenten so lange auf Distanz zu halten, bis ein weltweites Regelwerk etabliert und institutionalisiert sein werde und bevor die eigene Macht schwinden werde. Letztendlich würden die USA die „letzte und einzige wirkliche Supermacht“ gewesen sein.
Brzeziński prognostizierte, der Hauptschauplatz der Auseinandersetzungen werde Eurasien sein. Alle potentiellen Herausforderer der USA kämen aus dem Raum zwischen Lissabon und Wladiwostok. Er analysierte in seinem Buch die Region gründlich.
Daraus entwickelte er verschiedene Handlungsempfehlungen für die USA. So solle eine deutsch-französische Führungsrolle in der Europäischen Union gefördert werden, um deren Erweiterung zu festigen. Russland solle ermutigt werden, seine eigene Rolle eindeutig im Sinne einer demokratischen und westlichen Orientierung zu definieren. Dadurch soll eine Balkanisierung in Zentralasien verhindert und ein verstärktes Sicherheits- und Stabilitätsbewusstsein in der Region etabliert werden. Außerdem müsse mit der Volksrepublik China ein Konsens gefunden werden, der nicht zu Lasten Japans geht, das Brzeziński als hauptsächlichen Verbündeten – aber nicht als Regionalmacht – sah.
Volker Rühe, damals Bundesverteidigungsminister, schrieb in seiner Rezension, das Ziel Brzezińskis sei es, ein weltweites Regelwerk zu etablieren und zu institutionalisieren, bevor die eigene Macht schwinden werde.
Brzeziński schrieb in seinem Buch auch, Russland habe nach der Unabhängigkeit der Ukraine seine beherrschende Position am Schwarzen Meer verloren, wo Odessa das unersetzliche Tor für den Handel mit dem Mittelmeerraum und der Welt jenseits davon gewesen sei. Russland sei ohne die Ukraine kein eurasisches Reich mehr. Geopolitisch sei der Abfall der Ukraine ein großer Verlust gewesen; er habe Russlands geostrategische Optionen stark beschnitten.

### Die zweite Chance 2007
In Second Chance: Three Presidents and the Crisis of American Superpower analysierte Brzeziński die vorhergehenden 15 Jahre der US-amerikanischen Außenpolitik, in denen die USA nach dem Ende des Kalten Krieges die einzige Supermacht waren. Er stellte dar, wie die letzten drei Präsidenten, George H. W. Bush, Bill Clinton und George W. Bush ihre Führungsrolle verwirklichten und ihre Macht als Führer einer unangreifbaren Weltmacht ausübten. Brzeziński begann mit einem Abriss der Geschichte des Kalten Kriegs. Er sah den Sturz des sowjetischen Systems als Ergebnis der Politik dreier US-Präsidenten im Zusammenhang internationaler Ereignisse.
Er unterschied zwei Sichtweisen der Welt, die der Globalisierungsbefürworter und die der Neokonservativen.
In den drei ersten Kapiteln stellte er die Präsidenten und ihr außenpolitisches Team vor. Er erörterte die Ereignisse und Menschen, die die Außenpolitik formten. Dabei stellte er drei Faktoren in den Mittelpunkt: die Atlantische Allianz, die Nichtverbreitung von Atomwaffen und den Israelisch-Palästinensischen Konflikt. Daneben diskutierte er die Umweltpolitik, den entstehenden südamerikanischen Nationalismus und den Aufstieg Chinas und Indiens.
In den Kapiteln „Die Erbsünde“ (Bush I), „Die Ohnmacht guter Absichten“ (Clinton) und „Katastrophaler Führungsstil“ (Bush II) verglich er die US-Präsidenten und ihre Entscheidungen.
Er kritisierte Bush I und Clinton und bewertete sie ähnlich negativ, aber mit unterschiedlichen Stärken und Schwächen. Er war am strengsten mit der Regierung Bush II, besonders hinsichtlich der Behandlung der Allianz, des Mittleren Ostens und der Umweltpolitik.
Im Kapitel „Nach 2008“ forderte Brzeziński, der kommende US-Präsident müsse die Atlantische Allianz stärken, den Lobbyismus reformieren, Führungsstärke im Nahen Osten beweisen (in erster Linie gegenüber Israel), den Konsens in der Umweltpolitik stärken und eine Strategie für China als entstehende Weltmacht und Machtfaktor im Nahen Osten formulieren.
Er sprach die Warnung aus, dass die USA nach 2008 zwar eine zweite Chance bekommen würden und dass es danach wohl keine dritte Chance geben werde.

### Strategic Vision: America and the Crisis of Global Power2012
In Strategic Vision: America and the Crisis of Global Power stellt Brzeziński seine geopolitische Vision für die USA vor, mit der sie die Herausforderungen der geänderten weltpolitischen Lage bewältigen kann, die durch Machtdiffusion gekennzeichnet ist. In vier Kapiteln setzt Brzeziński sich mit vier Fragenkomplexen auseinander:
1. Welche Konsequenzen hat die Machtverlagerung vom Westen nach Osten und wie wird dies von der neuen Tatsache einer politisch wachen Menschheit beeinflusst?
2. Warum sinkt die Attraktivität der USA in der Welt? Wie verhängnisvoll sind die Symptome des inneren und internationalen Niedergangs der USA? Wie kam es dazu, dass die USA ihre einzigartigen Möglichkeiten nach dem friedlichen Ende des Kalten Kriegs vergeudet hat? Welche Kraft zur Erneuerung haben die USA und welche Neuorientierung der Geopolitik ist notwendig, um Amerikas Rolle in der Welt wieder mit neuem Leben zu erfüllen?
3. Was wären die wahrscheinlichen geopolitischen Folgen eines weiteren Niedergangs der USA bis 2025? Wer wären die beinahe unmittelbaren Opfer? Welche Auswirkungen hätte dies auf die Probleme im Weltmaßstab im 21. Jahrhundert? Könnte China bis 2025 die beherrschende Rolle der USA in der Weltpolitik übernehmen?
4. Welche langfristigen geopolitischen Ziele sollte sich eine wiedererstarkende USA für die Zeit nach 2025 setzen? Wie könnten die USA mit den traditionellen europäischen Alliierten die Türkei und Russland einbeziehen, um einen noch größeren und stärkeren Westen aufzubauen? Wie könnten die USA gleichzeitig im Osten ein Gleichgewicht zwischen dem Bedürfnis nach engerer Zusammenarbeit mit China erreichen und der Tatsache, dass eine konstruktive Politik weder chinazentriert sein noch Verwicklungen in Konflikte Asiens nach sich ziehen sollte?

## Vergleich mit Henry Kissinger
Brzeziński wird oft mit Henry Kissinger verglichen. Unterschiede zeigen sich hauptsächlich in der Phase des Kalten Krieges. Während Kissinger eher eine Status-quo-Politik verfolgte und eine Machtbalance anstrebte, wollte Brzeziński das sowjetische System unterminieren, dem er aufgrund der kommunistischen Ideologie und Unfreiheit keine inhärente Stabilität zutraute. Daher trat Brzeziński für die Einhaltung der Menschenrechte ein und unterstützte Dissidenten, während Kissinger dies eher für destabilisierend hielt. Brzeziński hatte als Experte für die Sowjetunion stärkeren Einblick in die Schwächen des kommunistischen Systems und erkannte die nationalistischen Spannungen hinter der Einheitsfassade. Mit seiner Unterstützung für die polnische Gewerkschaftsbewegung nutzte er diese Spannungen und verstärkte sie, was schließlich zum Auseinanderbrechen der Sowjetunion führte.

## Ehrungen

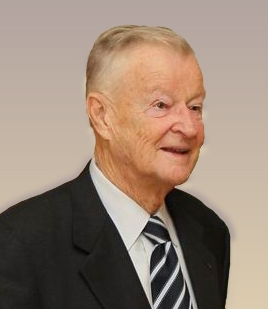
Brzeziński (2010)

1963 wählte ihn die US-Handelskammer zu einem von Amerikas zehn hervorragendsten Männern (One of America’s Ten Outstanding Men). 1969 wurde er Ehrenmitglied der „American Academy of Arts and Sciences“. 1981 erhielt er die Presidential Medal of Freedom für seine Rolle bei der Normalisierung des politischen Verhältnisses zwischen der Volksrepublik China und den USA sowie für seinen Beitrag zu den Menschenrechten und zur nationalen Sicherheitspolitik der Vereinigten Staaten. Für seine Beiträge zur Wiedererlangung der Unabhängigkeit Polens erhielt er 1995 den „Orden vom Weißen Adler“, Polens höchste zivile Auszeichnung. 1998 wurde er Ehrenbürger von Lemberg, 2002 von Danzig und 2003 von Vilnius.
Akademische Ehrendoktorwürden empfing er von den Hochschulen Georgetown University, Williams College, Fordham University, College of Holy Cross, Alliance College, the Catholic University of Dublin und der Universität Warschau.
Weitere Auszeichnungen sind die „Centennial Medal of the Graduate School of Arts and Sciences“ der Harvard University, der „Hubert Humphrey Award for Public Service“ der American Political Science Association und der „U Thant Award“. Darüber hinaus war Brzeziński Ehrenmitglied diverser Stiftungen, darunter der Guggenheim-Stiftung und der Ford-Stiftung.

## Schriften
- The Permanent Purge: Politics in Soviet Totalitarianism. Harvard University Press, 1956.
- Between two ages: America’s Role in the Technetronic Era. The Viking Press, New York 1970, ISBN 0-14-004314-4.
- Power and Principle: Memoirs of the National Security Adviser 1977–1981. Farrar, New York 1983.
- Game Plan: A Geostrategic Framework for the Conduct of the U.S.-Soviet Contest. Atlantic Monthly Press, Boston 1986, ISBN 978-0871130846. (deutsch: Planspiel. Das Ringen der Supermächte um die Welt. Straube, Erlangen 1986, ISBN 978-3927491014)
- The Grand Failure: The Birth and Death of Communism in the Twentieth Century. Ch. Scribner, New York 1989, ISBN 0-684-19034-6 (deutsch: Das gescheiterte Experiment: Der Untergang des kommunistischen Systems. Ueberreuter-Sachbuch, Wien 1989, ISBN 3-8000-3320-8).
- Out of Control: Global Turmoil on the Eve of the 21st Century. Charles Scribner’s Sons, New York 1993, ISBN 0-684-19630-1.
- The Grand Chessboard: American Primacy and Its Geostrategic Imperatives. Basic Books, New York 1997, ISBN 0-465-02725-3 (deutsch: Die einzige Weltmacht: Amerikas Strategie der Vorherrschaft. Kopp Verlag, Rottenburg 2015, ISBN 3-86445-249-X).
- The Choice: Global Domination or Global Leadership. Basic Books, New York 2004, ISBN 0-465-00801-1.
- Second Chance. Three Presidents and the Crisis of American Superpower. Basic Books, New York 2007, ISBN 978-0-465-00355-6.
- America and the World. Conversations on the Future of American Foreign Policy. Basic Books, New York 2008, ISBN 978-0465015016.
- Strategic Vision: America and the Crisis of Global Power. Basic Books, New York 2012, ISBN 978-0-465-02954-9.